# Синдром на Скумин
Синдромът на Скумин е гранично психично разстройство, наблюдавано при част от пациентите с имплантирани механични сърдечни клапи. Синдромът носи името на руския психиатър Виктор Скумин, който изучава заболяването и го описва през 1978 година. Скумин разработва методи за диагностиката, лечението и профилактиката на това състояние. Синдромът е свързан с механичните вибрации и звуци, създавани от сърдечни клапи, като при него се проявява ирационален страх, тревожност, депресия и безсъние (недостатъчен сън). Синдромът често е придружен с обща слабост (астения).

## Клинична картина
Основните симптоми на синдрома са:
- Страх;
- Тревожност;
- Депресия;[4]
- Астения;
- Безсъние.[5]

## Лечение
Лечението на пациента се извършва в болница.
Важен метод за лечение на синдрома е психотерапията.

## Видео
- Синдром на Скумин (Кардиопротезный психопатологический синдром) //   youtube.com. Посетен на 2022-7-15. (на руски)